# Rektorat von Burgund

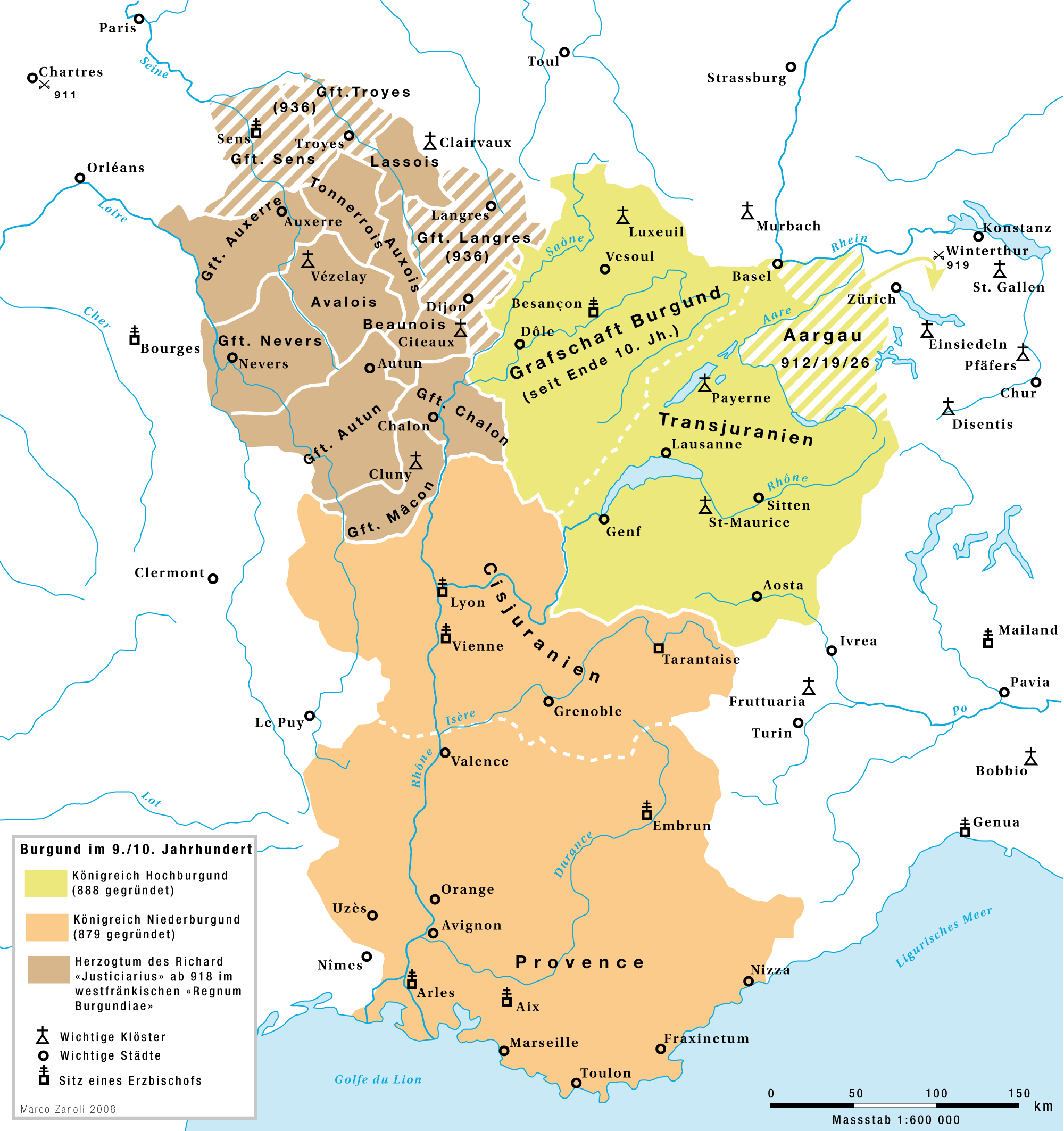
Burgund im 9./10. Jahrhundert. Der tatsächliche Machtbereich der Zähringer als Rektoren von Burgund umfasste etwa den hier gelb eingezeichnete Bereich des ehemaligen Königreichs Hochburgund ohne die Grafschaft Burgund

Das Rektorat von Burgund war ein 1127 für die Zähringer geschaffener Titel, der – zumindest nominell – das Amt eines königlichen Stellvertreters im Königreich Burgund beinhaltete. Mit dem Aussterben der Zähringer im Jahre 1218 verschwand auch das Rektorat.

## Entstehung
Da der deutsche König Lothar III. nach seiner Wahl Probleme hatte, sich gegen seine staufischen Rivalen zu behaupten, musste er sich dringend Verbündete suchen. Deshalb unterstützte er 1127 Konrad von Zähringen bei seinen burgundischen Erbschaftsansprüchen gegen Rainald III. von Burgund, indem er ihn als legitimen Erben des Grafen Wilhelm II. von Burgund bezeichnete und ihm bei dieser Gelegenheit den Titel eines Rector Burgundiae verlieh, also eines «Leiters» bzw. «Herrschers» von Burgund.

## Definition
Eine genaue Definition dieses Amtes gab es zu der Zeit noch nicht, sie findet sich erst in einem Vertrag zwischen König Friedrich I. Barbarossa und Berthold IV. von Zähringen von 1152. So sollte der Rektor in Abwesenheit des Königs dessen unmittelbarer Stellvertreter in Burgund sein und die Regalieninvestitur in den Bistümern Lausanne, Genf und Sitten ausüben.

## Rektoren von Burgund

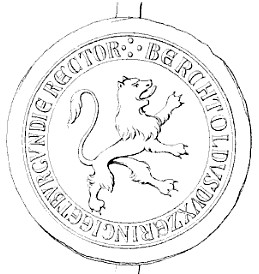
Siegel Berthold V. als Rektor von Burgund

- Konrad I. (1122–1152)
- Berthold IV. (1152–1186)
- Berthold V. (1186–1218)

## Verwendung
Auch wenn man davon ausgeht, dass das Herrschaftsgebiet auf das frühere Königreich Burgund zurückzuführen ist, verfügt der Titel selbst über keine historische Basis, sondern wurde speziell für diese Gelegenheit geschaffen. Entsprechend wurde er von den Zeitgenossen infrage gestellt. Selbst aus den königlichen Urkunden verschwand er ziemlich schnell wieder, stattdessen verwendete man für die zähringischen Amtsinhaber häufig die Bezeichnung „Herzog von Burgund“, obwohl es zu dieser Zeit im Heiligen Römischen Reich gar kein burgundisches Herzogtum gab (→Herzogtum Burgund). Offenbar wollte man damit ausdrücken, dass das Amt eine quasi-herzogliche Stellung verlieh. Nur die Zähringer Berchthold IV. und V. selbst benutzten in ihren Urkunden und Siegeln bis in die 1180er Jahre ziemlich konsequent die Selbstbezeichnung Dux et Rector Burgundiae (Herzog und Rektor von Burgund). Dennoch gingen die Kompetenzen über die eines gewöhnlichen Herzogs hinaus. So ist mehrfach belegt, dass die Zähringer über Reichsgebiet verfügten oder auch im Namen des Kaisers urkundeten.

## Herrschaftsgebiet
Den Zähringern selbst gelang es nur, sich im östlichen Teil Hochburgunds, damals Transjuranien, heute Romandie, durchzusetzen, die sie nach dem Sieg über Rainald III. von Burgund kontrollierten. Nach dessen Tod 1148 versuchten die Zähringer auch, ihre Ansprüche auf die Grafschaft Burgund (später Freigrafschaft Burgund genannt) gegenüber seiner Tochter Beatrix von Burgund durchzusetzen. Die restlichen Gebiete des Königreiches Burgund beanspruchten sie zwar auch, konnten hier aber nie Einfluss gewinnen.
Nach dem plötzlichen Tod des deutschen Königs Konrad III. 1152 sicherte sich sein Nachfolger Friedrich I. die Unterstützung des Zähringers Berthold IV., indem er ihm den Titel eines Rektors von Burgund bestätigte und sich vertraglich verpflichtete, ihm bei der Unterwerfung Burgunds zu helfen, wofür dieser jedoch selbst auch binnen eines Jahres eine bestimmte Heeresstärke aufbieten müsse. Offensichtlich sah sich Berthold dazu schließlich doch nicht in der Lage. Die Position Bertholds in Burgund wurde zudem weiter durch die Heirat Friedrichs mit Beatrix von Burgund geschwächt, da er dadurch endgültig seine Ansprüche auf die Grafschaft Burgund aufgeben musste. Das Rektorat wurde damit auf die Westschweiz begrenzt. Als Entschädigung erhielt Berthold zusätzlich noch die Regalieninvestitur in den Bistümern Lausanne, Genf und Sitten, welche er aber letztlich auch nur in Lausanne wahrnehmen konnte.
Nach dem Aussterben der Zähringer blieb das Rektorat Burgund begrifflich in den beiden Landgrafschaften Burgund und Aarburgund im heutigen Kanton Bern bis ins 15. Jahrhundert lebendig.